# Sperello Sperelli
Sperello Sperelli (Assis, 15 de agosto de 1639 – Roma, 22 de março de 1710) foi um cardeal do século XVIII.

## Biografia
Nasceu em Assis em 15 de agosto de 1639.
Educado por seus tios, Francesco Sperelli, bispo de San Severino e Alessandro Sperelli, bispo de Gubbio; Universidade de Perúgia, Perugia (doutorado in utroque iure, direito canônico e civil, 4 de junho de 1659). Mudou-se para Roma em 1663 e exerceu a advocacia.
Ordenado em 7 de fevereiro de 1663. Auditor dos cardeais Giacomo Franzoni e Felice Rospigliosi.
Eleito bispo de Terni em 10 de janeiro de 1684. Consagrado (sem informações encontradas). Vice-regente de Roma, janeiro de 1693 até junho de 1698. Juiz de causas e executor dos decretos da Visita Apostólica a Roma, 7 de fevereiro de 1693. Assessor do Supremo Tribunal da Inquisição Romana e Universal, 16 de junho de 1698. Renunciou ao governo de a diocese em favor de seu irmão Cesare Sperelli, 14 de dezembro de 1698. Consultor da Suprema SC da Inquisição Romana e Universal.
Criado cardeal e reservado in pectore no consistório de 14 de novembro de 1699; publicado no consistório de 24 de novembro de 1699; recebeu o gorro vermelho e o título de S. Giovanni a Porta Latina, em 3 de fevereiro de 1700. Participou do conclave de 1700, que elegeu o Papa Clemente XI. Camerlengo do Sagrado Colégio dos Cardeais, 27 de fevereiro de 1708 até 28 de janeiro de 1709.
Morreu em Roma em 22 de março de 1710, à meia-noite, em seu palácio romano na praça de S. Maria sopra Minerva. Exposto na igreja de S. Maria sopra Minerva, onde se realizou o funeral a 24 de março de 1710, e sepultado nessa mesma igreja.